# Igreja de Vilar de Frades

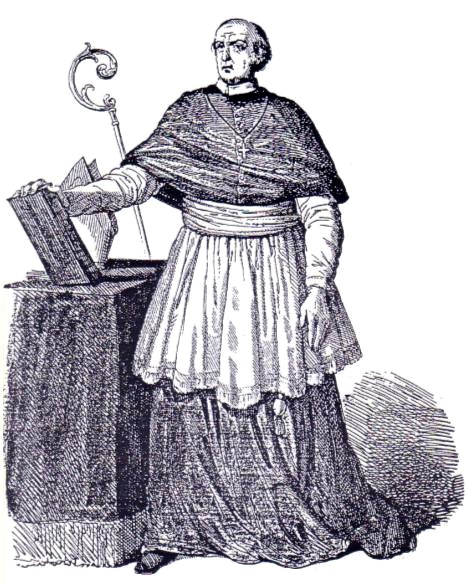
Mestre João Vicente, fundador da Ordem dos Lóios e do Convento de Vilar de Frades.

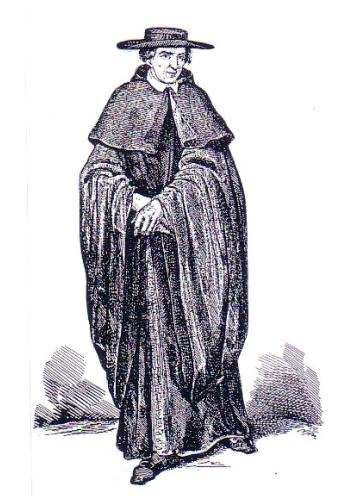
Cónego da Ordem dos Lóios.

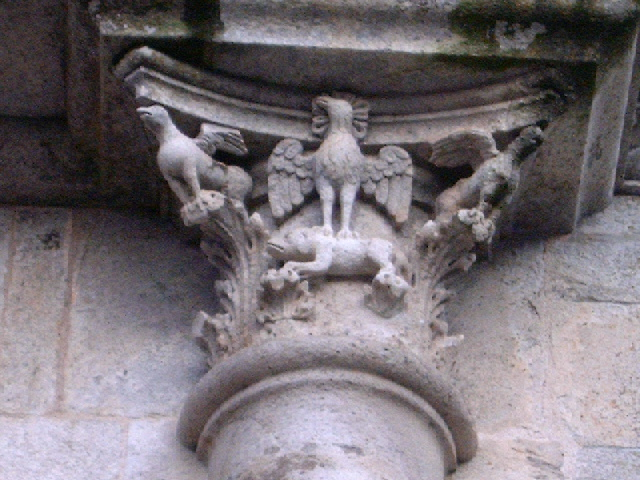
Pormenor do portal sul da fachada, em estilo revivalista do românico, usando vestígios do mosteiro original - aqui, um pormenor alegórico de uma águia, símbolo da congregação, levantando um réptil.

A Igreja de São Salvador de Vilar de Frades, também referida como Igreja de Vilar de Frades e Igreja do Mosteiro dos Lóios, localiza-se no sopé do monte Airó, junto à margem esquerda do rio Cávado, na freguesia de Areias de Vilar e Encourados, município de Barcelos, distrito de Braga, em Portugal.
Faz parte do complexo do convento da Congregação dos Cónegos Seculares de S. João Evangelista que aí estabeleceu a sua primeira casa-mãe, tendo sido, antes, um mosteiro beneditino.
A sua arquitectura é notável, especialmente pelo abobadamento da igreja, principalmente na capela-mor e transepto, bem como pelo portal manuelino da fachada principal, ao lado do qual se encontra, na torre sul, um portal e uma janela de características românicas, construídos, contudo, já no século XIX com vestígios do mosteiro original.
Encontra-se classificada como Monumento Nacional desde 1910.

## História
A mais antiga referência ao mosteiro beneditino de Vilar de Frades data de 1509. Contudo, segundo Frei Leão de São Tomás, teria existido uma carta do monge beneditino frei Drumário, escrita em 7 de Outubro de 571 que datava a fundação do mosteiro em 566, pela mão de São Martinho de Dume.  Segundo Jorge de São Paulo, acreditando na existência dessa carta, o mosteiro seguiu a regra de São Bento desde essa data até 714, ano em que foi destruído devido às invasões muçulmanas, nada restando dessa fase da vida do convento. Teria sido reconstruído, segundo o mesmo autor, em 1070, mantendo-se sob a alçada da Ordem Beneditina até 1425. A reconstrução foi obra, sobretudo, de nobres locais, como D. Godinho Viegas, que pelo seu empenho na Reconquista Cristã, receberam os favores dos primeiros monarcas portugueses, como Sancho I, que deu a carta de couto ao mosteiro em 1172. Em 1104, Dona Gotinha, parente de D. Godinho Viegas, terá dado um novo estímulo ao convento, doando uma propriedade rústica da freguesia de Santiago de Encourados.
Em 1302, Dona Beringeira Aires, herdeira e padroeira de outros conventos além deste, doou, a 12 de Agosto, o padroado e jurisdição que tinha sobre o mosteiro a D. Geraldo, bispo do Porto. Em 1400, passou a ser uma abadia secular, sob o padroado do arcebispo de Braga, D. Martinho Afonso Pires. Em 1425, finalmente, D. Fernando da Guerra, arcebispo de Braga, passa o mosteiro para as mãos de Mestre João Vicente, futuro bispo de Lamego e Viseu. Este encontrou-o em bastante mau estado, mas reformou-o de forma exemplar, com o apoio que recebeu da Santa Sé e da Diocese de Braga que anexaram 13 igrejas ao convento até 1510, depois de ter faltado apoio semelhante à nova congregação religiosa em outros locais. A congregação ainda teve o apoio de D. Vasco, em Évora, mas a oferta do mosteiro veio a mostrar-se decisiva. O Mestre terá encontrado o antigo mosteiro reduzido a umas "pobres casas ou chóças, & huma pequena Igreja, tudo em tal estado que mais tinha de ruína, que de edifício". O Claustro servia, nessa altura, de corte de gado, as oficinas estavam arrasadas, a igreja servia de celeiro e adega. Os frades passaram a viver nas celas térreas e na igreja velha.
O apoio da Sé de Braga não foi constante. Ainda que a congregação se tenha instalado em Vilar com a concordância do cabido da Sé de Braga, que permitiu a anexação da Igreja do Mosteiro de São Bento da Várzea desde que os futuros reitores se submetessem à autoridade do arcebispo de Braga, ficando a confirmação da eleição dos mesmos, em Capítulo Geral, dependente da confirmação da Sé.
Os cónegos, contudo, desde cedo que manifestaram desejos de autonomia em relação a Braga, procurando apoio junto da corte régia (Afonso V de Portugal), junto do conde de Barcelos, do Duque de Bragança e mesmo da Santa Sé. Esta última confirmaria o seu apoio à nova Ordem, durante o pontificado dos papas Martinho V e Eugénio IV - este último promoveu o mestre João Vicente a bispo de Lamego, além de ordenar que o convento ficasse sem dependência do Arcebispo. Monsenhor José Augusto Ferreira chega mesmo a dizer que os "Cónegos Azuis de Vilar fizeram-se vermelhos e enveredaram pelo caminho da ingratidão". A acção de D. Fernando da Guerra é, aliás, paradoxal neste conflito de interesses, já que continuou a anexar igrejas ao convento, ao mesmo tempo que tentava forçar os frades a reconhecerem a sua autoridade, o que conseguiu a 29 de Abril de 1461, ao confirmar o Reitor João de Nazareth. Nos séculos seguintes, os reitores tentarão, de novo, o máximo de autonomia em relação ao arcebispado. Há que ter em conta que, tal como defende José Marques, a Ordem dos Lóios, ou cónegos seculares evangelistas, que se apresentava como uma comunidade de "tipo novo", deve, sem dúvida, a sua existência e fundação ao apoio de D. Fernando da Guerra, ao ceder as instalações do convento de S. Salvador de Vilar de Frades - até porque a congregação tinha tido problemas em instalar-se tanto em Lisboa como no Porto, recebendo apenas apoio em Braga.
Ao convento foram anexadas, ao longo da sua ocupação pelos Lóios, várias igrejas, a maioria das quais pela mão de D. Fernando da Guerra, dando um poderio crescente à Ordem nesta região. Além da já citada igreja do Mosteiro de São Bento da Várzea, anexou ainda a Igreja de Santa Maria Madalena, de São João de Areias de Vilar, Santa Leocádia de Pedra Furada, Santa Maria de Moure, São Jorge de Airó, São Martinho de Airó, São Vicente de Areias, São Pedro de Adães e Santiago de Encourados. O Arcebispo D. Luís Pires fará ainda a anexação de Santa Maria de Góis, depois da renúncia do abade desta Igreja ao ingressar na Ordem dos Lóios.
A Igreja de São Martinho de Manhente (e convento) terá sido confiada pelo Papa Nicolau V, através de uma bula de 1448, confirmada por uma bula posterior de 1450, tendo sido feita a tomada de posse em 1480, após confirmação também de D. Luís Pires. Com esta anexação, o reitor de Vilar de Frades passou a deter as prerrogativas do couto de Manhente, ou seja, capitão-mor, coudel-mor, repartidor das armas, alcaide-mor e ouvidor do cível, tendo a competência de nomear o juiz do couto. A Igreja de São Melião de Mariz foi anexada após um conjunto de peripécias: após a morte do abade desta igreja, os cónegos pediram a D. Jorge da Costa, que estava em Roma, para que anexasse também esta igreja ao seu convento. O Cardeal, contudo, designou João dos Santos como abade desta igreja. Os cónegos, contudo, convenceram o novo abade a ingressar na congregação e a pedir a anexação da igreja ao seu convento. O Papa Júlio II confirmará a anexação.
A Congregação coleccionará, durante a sua história, vários favores, indultos, graças, isenções e privilégios concedidos por vários papas, como Gregório VII, Eugénio IV, Leão X, Pio II, Alexandre VI, Clemente VII, Pio V, Sisto V, Clemente VIII, Inocêncio XI  e Alexandre VIII.
D. Afonso V foi um dos reis portugueses que mais beneficiou a Ordem, e Vilar de Frades em particular, com diversos privilégios e isenções. Francisco de Santa Maria refere ainda a participação entusiástica dos frades aquando da aclamação de João IV de Portugal, após o domínio filipino. João V de Portugal confirmou os privilégios concedidos pelos seus antecessores, ao conceder ao Convento de Vilar de Frades o mesmo alvará que tinha concedido ao Hospital Real de Todos os Santos. Maria I de Portugal, a 23 de outubro de 1779 fundou no convento uma escola "de ler, escrever e contar". Por provisão régia de 1782, a soberana concedia aos cónegos de Vilar de Frades os mesmos privilégios que tinham sido atribuídos ao cabido da Sé do Porto e aos monges da Ordem beneditina, no intuito de proteger os interesses económicos do convento. No final do século XVIII, Vilar de Frades detinha um largo poder temporal e económico sobre 126 freguesias. A ostentação e riqueza da colegiada é testemunhada pelo abade barcelense José Rosa, que em 1899 escrevia, em "O Comércio de Barcelos", que estes cónegos "ostentavam mais fausto e apparato na sua collegial ou collegiada que os Cónegos da metrópole bracharense".

## A Igreja

### Visão geral

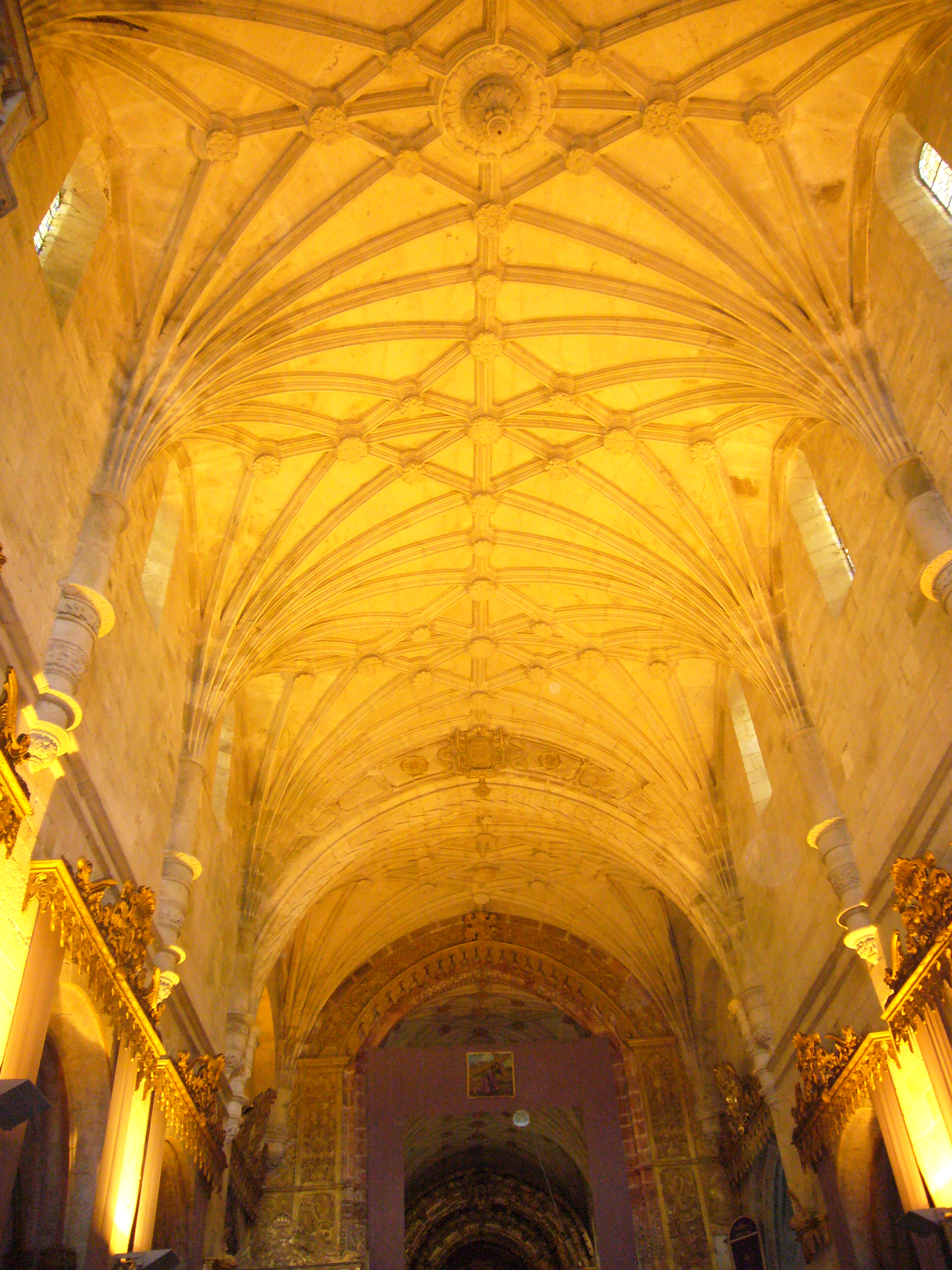
Abóbada da nave da Igreja.

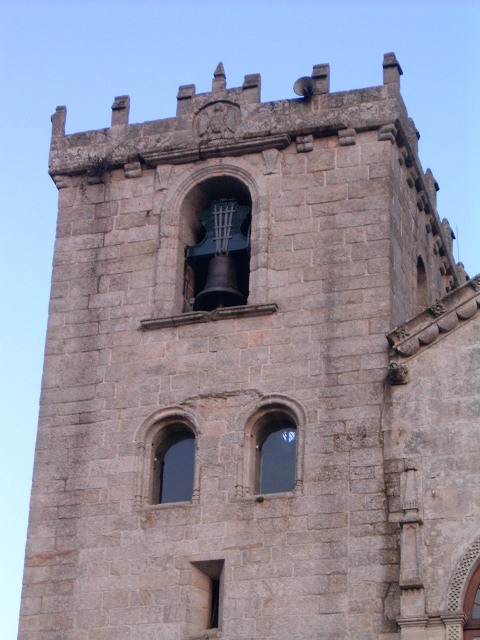
Torre-grande do alçado principal, a norte com ameias e a águia, símbolo da Congregação.

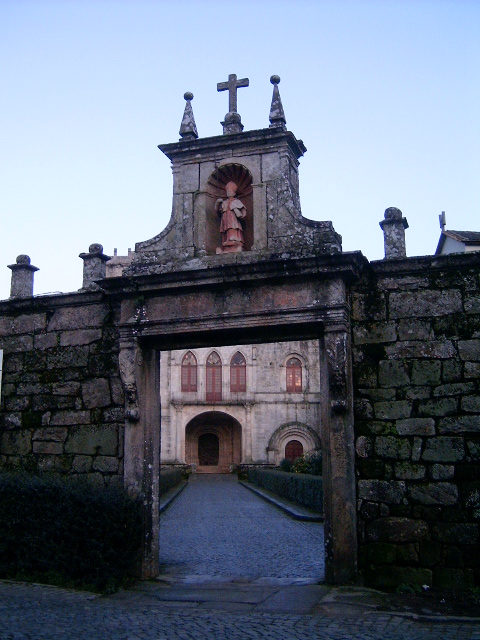
Portada de acesso ao adro, com a imagem de São Lourenço Justiniano.

Acede-se ao terreiro da Igreja por uma portada em cujo nicho da parte superior pontifica a figura de São Lourenço Justiniano, reformador da ordem dos Cónegos Seculares de São João Evangelista.
A Igreja românica primitiva, de que subsistem alguns elementos no lado sul - à direita de quem vê - da fachada ("torre velha") tem sido datada de forma irregular por vários autores, variando de 1070 até ao início do século XIII. Contudo, tendo em conta a data da carta de couto e as características estilísticas dos elementos conservados, próprios do Românico tardio, crê-se que tenha sido feita no último quartel do século XII. Tanto o portal como a janela que o encima foram reconstruídos no início do século XIX, modificando, provavelmente, grande parte da estrutura original, por ordem do reitor Martinho José de Almeida. O portal está dotado actualmente de três arquivoltas ornamentadas com seres fabulosos e elementos naturalistas e geométricos, que assentam em colunelos com capitéis onde estão lavrados elementos típicos do bestiário românico.
A Igreja, com planta em forma de cruz latina com transepto reduzido, tem a cabeceira para leste. O corpo é de nave única, separada de cinco capelas laterais intercomunicantes de cada lado que se demarcam da nave por grades de madeira. Estas características assemelham-se ao que foi designado como igrejas criptocolaterais, comuns desde meados do século XVI. A capela mor é relativamente profunda, com planta rectangular, de dimensões monumentais, ao contrário do transepto, mais modesto na sua volumetria, existindo um desnivelamento pouco acentuado entre estes dois espaços, o que facilitaria a comunicação com a nave. Este aspecto funcional será, depois, largamente utilizado nas igrejas jesuíticas.
A Igreja teve várias obras de consolidação, a cargo da Direcção-Geral dos Edifícios e Monumentos Nacionais e do Instituto Português do Património Arquitectónico (desde a década de 1990), realizando-se obras nas coberturas, limpezas e drenagens, estabilização de estruturas e limpeza e isolamento de paramentos e cantarias, sondagens arqueológicas, bem como obras de reabilitação das fachadas e caixilharias da Igreja e acabamento das salas de catequese.

## Obras no convento

### Século XVI
No início do século XVI, patrocinadas por D. Diogo de Sousa, iniciaram-se as obras na capela-mor e no cruzeiro, enquanto que Dona Leonor de Lemos e Dona Teresa de Mendonça, sobrinhas do arcebispo, financiaram os braços do transepto. O resto do corpo da Igreja desta época, financiado pelos próprios cónegos, estava em mau estado em 1620, data em que foi reconstruído durante a reitoria de Pero da Conceição (1621-1623), ao mesmo tempo que se finalizava a capela-mor. As obras quinhentistas são consideradas de traça erudita, ainda que os documentos apenas refiram a participação de um mestre pedreiro referenciado como "João Lopes de Guimarães", conhecido como João Lopes, o Velho, que teria, graças à sua experiência, conhecimentos suficientes para projectar as obras.
Note-se que, em datas posteriores, outros elementos da família Lopes de Guimarães terão sido contratados pelos Cónegos de Vilar de Frades em obras no Convento. Muitos autores, contudo, atribuem a traça arquitectónica a João de Castilho, não acreditando que João Lopes tivesse competências para tal. Se assim foi, o projecto dataria do final da primeira década do século XVI, quando Castilho terminava as suas obras na Sé de Braga, onde aplicou pela primeira vez em Portugal a "abóbada de combados", sistema esse que foi aplicado, pouco depois, em Vilar de Frades.[carece de fontes?]
D. Diogo de Sousa, que teria pretendido aqui ter lavrado o seu próprio túmulo (havendo testemunhos desse seu desejo), entrou, contudo, em conflito com os frades quando descobriu que os mesmos tinham mandado colocar o brasão da Ordem no arco cruzeiro (uma águia, evocando São João Evangelista) em vez do seu brasão, como era da sua vontade. Parou, por isso, de financiar as obras, o que obrigou os frades a fazerem alterações substanciais no projecto. Ainda assim, deve-se a D. Diogo grande parte das principais obras feitas no Mosteiro, que serão retomadas em 1540, com a reconstrução da torre-norte e em 1561 com a construção da biblioteca, sobre as capelas laterais do lado do Evangelho e que foi, posteriormente, derrubada em 1630 para se lançarem os botaréus na parte traseira da Igreja. Dona Leonor de Lemos, patrocinadora da capela do "lado do Evangelho", já desde 1480 que era benfeitora da Ordem, com seu marido Fernão Pereira Torres de Angeja, tendo, inclusive, doado edifícios como uma "torre velha (...) abaixo da Requinha", como se pode ler no Arquivo Nacional da Torre do Tombo. A capela do lado do Evangelho tem no seu centro, no plano circular e axial da abóbada, a cruz florida da família dos Pereiras. Do lado da Epístola, terá sido D. Teresa de Mendonça a financiar a capela lateral, cuja abóbada, ornamentada, é de salientar. Durante a reitoria do padre Vicente da Conceição, não tendo as duas mecenas concluído as obras, permanecendo as capelas sem "vidraças", o reitor ameaçou colocá-las ele mesmo, com as armas da Ordem, pelo que as duas terão concedido em terminá-las, de modo a garantir os seus direitos heráldicos. As armas da Congregação e as armas dos Sousas articulam-se no fecho da abóbada do transepto, no lado da Epístola. As armas de D. Diogo de Sousa, por sua vez, aparecem duas vezes na abóbada da capela-mor, o que terá parecido suficiente aos frades, para que não tivessem tido em conta o desejo de D. Diogo de Sousa. O brasão que teria provocado o descontentamento do Bispo, contudo, não existe actualmente no frontispício do cruzeiro, não se sabendo do que lhe terá acontecido em obras posteriores, tendo sido substituída por uma tarja onde se pode ler "Haec est Domus Domini" ("Esta é a casa de Deus").
As alterações no projecto, de modo a adequarem-se a recursos económicos mais modestos, reflectiram-se principalmente no corpo da Igreja. O pórtico principal, o arco e a abóbada que sustentam o coro mantiveram o mesmo toque arquitectónico da "fabrica da Sé de Braga", pela mão de João Lopes. Na reitoria de Pero de São João-o-Velho, de 1540 a 1542, iniciou-se a construção da "torre grande" do alçado principal, a norte, sendo utilizado, para isso, pedra oriunda do Mosteiro de Manhente e de uma antiga torre em São Martinho de Airó - construção esta que só terminaria no final desse mesmo século, com a construção das ameias e com a colocação da águia de São João Baptista virada para o lado poente, no remate, durante a reitoria de Francisco da Madre de Deus.
Datam ainda do século XVI várias obras no convento, como os dormitórios, o refeitório, a cozinha e o claustro, bem como o cadeiral do coro, o órgão da igreja e o retábulo do altar-mor, pertencendo já a finais deste século o retábulo do Espírito Santo.
De 1593 a 1594, o reitor Cines encomendou as obras da zona oriental do convento. A 18 de Fevereiro de 1593 foi lavrado o contrato com o mestre canteiro João Coelho Lopes de Guimarães que deveria acabar as obras de pedraria até ao mês de Maio do ano seguinte, de modo a receber o Capítulo Geral da Ordem. As obras estendiam-se desde o "cabido novo", com dois portais "romanos" (de volta perfeita) e uma sala de apoio aos trabalhos do Capítulo Geral, com um "portal para dentro", uma escadaria  a uma enfermaria, escadaria, dois portais "romanos", as latrinas e o lajeamento da levada de água. Houve, contudo, atrasos na obra que só se conclui no mês de Dezembro.

### Século XVII
A 20 de Janeiro de 1616, um temporal de grandes dimensões (o temporal de São Sebastião, por ter ocorrido no dia deste santo) provocou grandes estragos na Igreja, o que incentivou as novas obras seiscentistas. O clima de insegurança nas instalações degradadas motivou, ainda, o culto de Nossa Senhora do Socorro que mereceu, aliás, uma capela construída em 1620. Em 1619, sob as ordens do reitor António da Ascensão, começaram obras que se estenderam para ocidente, conformando-se o actual adro em frente à fachada da Igreja, no mesmo alinhamento do claustro. Toda a estrutura mais antiga e insegura do convento foi, então, demolida. Construiu-se então o muro fronteiro que unia a área conventual e da Igreja, incluindo a actual portada de acesso ao adro, com a imagem de São Lourenço Justiniano e uma outra portada com a figura de São João Evangelista, dando acesso ao terreiro dos cabedais, através de uma escadaria interior de três lanços, onde foi utilizado o pilar toscano e o arco de volta perfeita. A escada comunicava com o refeitório do primeiro piso e com o dormitório no piso superior, através de um largo corredor com grandes janelas emolduradas de granito e com cornija sobre a padieira. As obras dos dormitórios, nesta ala, ficaram, entretanto paradas durante cerca de oitenta anos, até inícios do século XVIII, já que se passou a dar prioridade às obras no corpo da Igreja, que ameaçava ruir. Tratou-se então do abobadamento do corporal da igreja. Desta altura datam ainda obras de manutenção nas celas, na enfermaria e na hospedaria.

## Características

### Capela-mor e cruzeiro

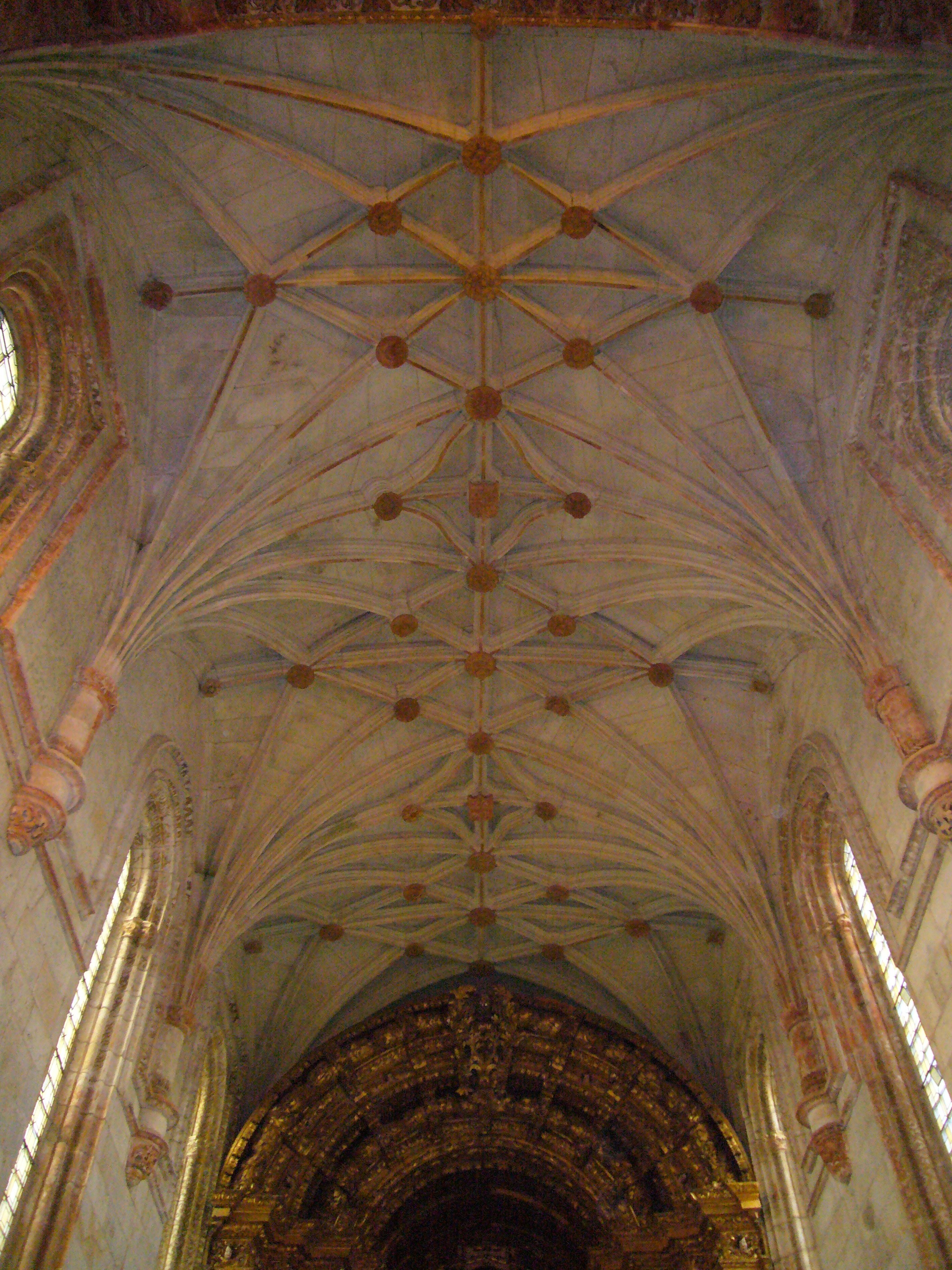
Abóbada da capela-mor da Igreja de Vilar de Frades.

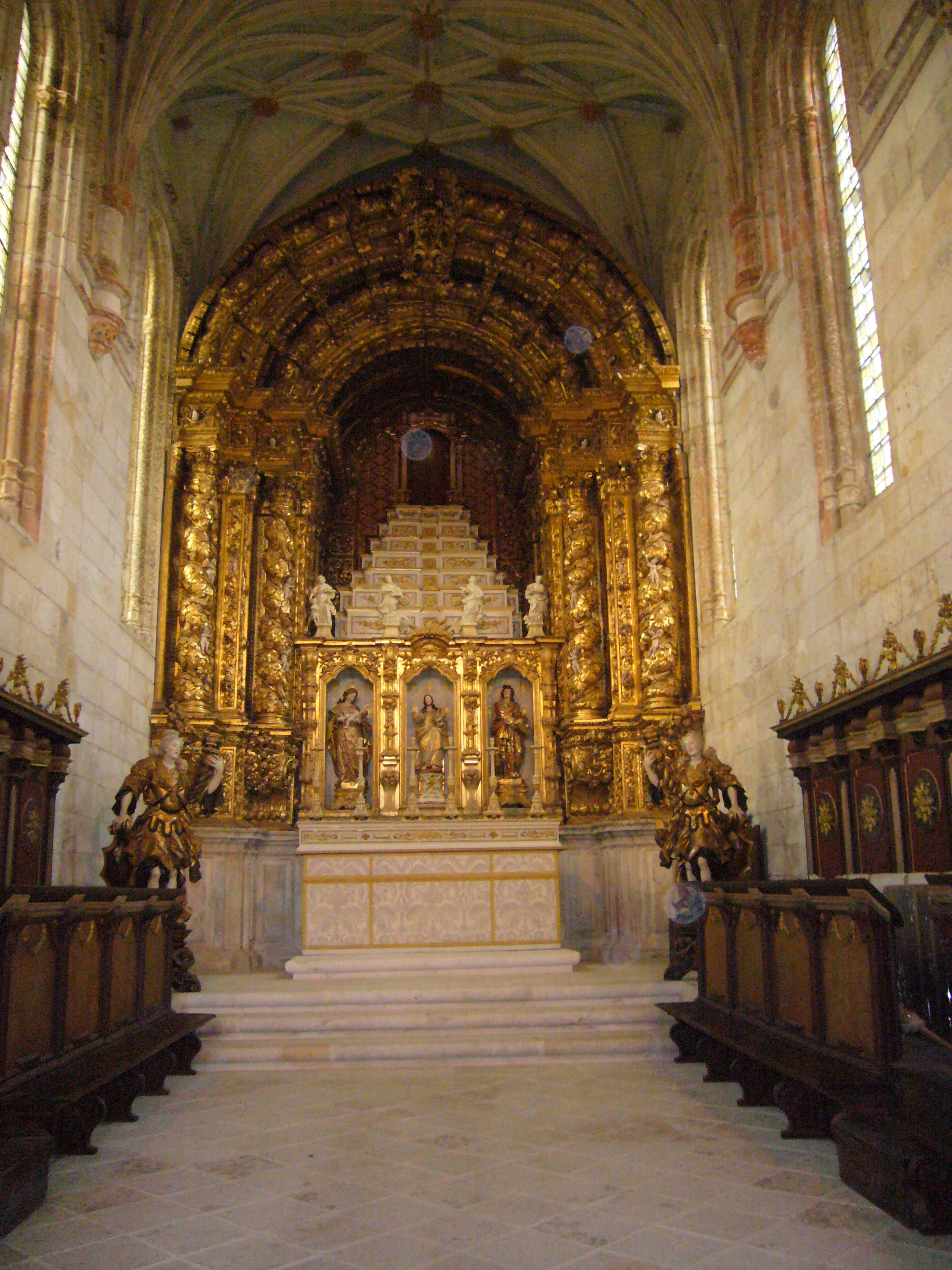
Retábulo-mor.

A pedra utilizada na capela-mor é um tipo de granito extraído no monte da Penida, em Areias de Vilar, de qualidade estética invulgar, já que se chega a assemelhar ao mármore no aspecto e ao calcário na sua maleabilidade ao trabalhar. Os muros laterais da capela-mor são rasgados por três janelas de cada lado, dispostas simetricamente, em concordância com seis contrafortes da parte exterior (três de cada lado, estando dois nos cunhais). Ainda que recorrendo a elementos próprios do estilo manuelino, a relação de proporcionalidade harmónica e equilibrada do conjunto insere-se numa linha classicista acentuada pela luz das fenestrações, pela claridade do granito usado, pelas mísulas que suportam as nervuras do tecto e pelo friso que as une inferiormente, a meia altura das janelas, envolvendo estas últimas. O abobadamento, com a traça típica de João de Castilho, foi construído segundo novas técnicas em que se aplicaram nervuras de combados que permitiam um notável rebaixamento do seu perfil. Os próprios artífices, desconfiados da nova técnica, chegaram mesmo a temer pelo desmoronamento do conjunto cujo peso é suportado por oito mísulas (quatro em cada parede lateral) que assentam nos contrafortes. As nervuras desta abóbada estão organizadas em feixes prismáticos que, ascendendo das mísulas, a meia altura da parede, formam três tramos concebidos a partir de módulos rectangulares, onde, pelo seu cruzamento dão origem a terciarões e cruzarias, com fechos centrais (onde se vêem rosas e emblemas como os dois brasões de D. Diogo de Sousa) e fechos secundários marcados por rosetas lavradas na pedra.
Entre o arco cruzeiro, que nasce ao nível do mesmo friso que une as mísulas, e o arco da capela-mor, enquadra-se o cruzeiro, de dimensões relativamente mais comedidas, cuja abóbada é também nervada em rectângulo e em cujo fecho axial se exibe um motivo solar (de interpretação duvidosa: ou a face de Deus ou o sol monástico da Congregação).
As mísulas são mais modestas que as da capela-mor e do restante da nave. O arco cruzeiro, muito ligeiramente apontado, resulta da junção de três pseudo-colunas de base mistilínea (ou seja, circular e poligonal) que se prolongam formando um arco trilobado, com uma corda, flores e outros motivos vegetalistas esculpidos, mas sem os excessos típicos do manuelino, ainda que o evoque.
Em 1697, aumentou-se a cabeceira para nascente, para se incluir o retábulo-mor e a respectiva tribuna, pela mão do mestre pedreiro Pascoal Fernandes e João Moreira, do Porto, em "estilo Chão". Esta ampliação, visível do exterior, na parte traseira do edifício, contrasta em estilo com o edifício manuelino - em vez dos contrafortes e de uma cornija côncava decorada com rosetas, o anexo apresenta pilastras maneiristas e uma cornija convexa com um friso inferior. Em 1930, o director interino dos "Monumentos do Norte" referia, contudo, a necessidade de obras urgentes nos telhados, portada, caixilharia e consolidação da abóbada da capela mor, que ameaçava ruir devido ao apeamento da parede testeira para dar lugar ao retábulo.
Em 1696, o retábulo-mor, com o seu trono eucarístico ou tribuna, foi encomendado aos mestres entalhadores do Porto António Gomes e Domingos Nunes. O retábulo foi feito ao gosto da época (o chamado "estilo nacional". É composto por um envasamento que suporta dois pares de colunas pseudo-salomónicas, uma pilastra entre cada par de colunas coríntias e com entablamento e remate do retábulo em arcos de volta perfeita. Complementando, uma tribuna profunda, de forma piramidal. Os dois mestres entalhadores serão também responsáveis, em 1698, por dois retábulos colaterais e 22 painéis que deveriam cobrir o registo inferior das paredes da capela-mor.

### Capelas colaterais e coro

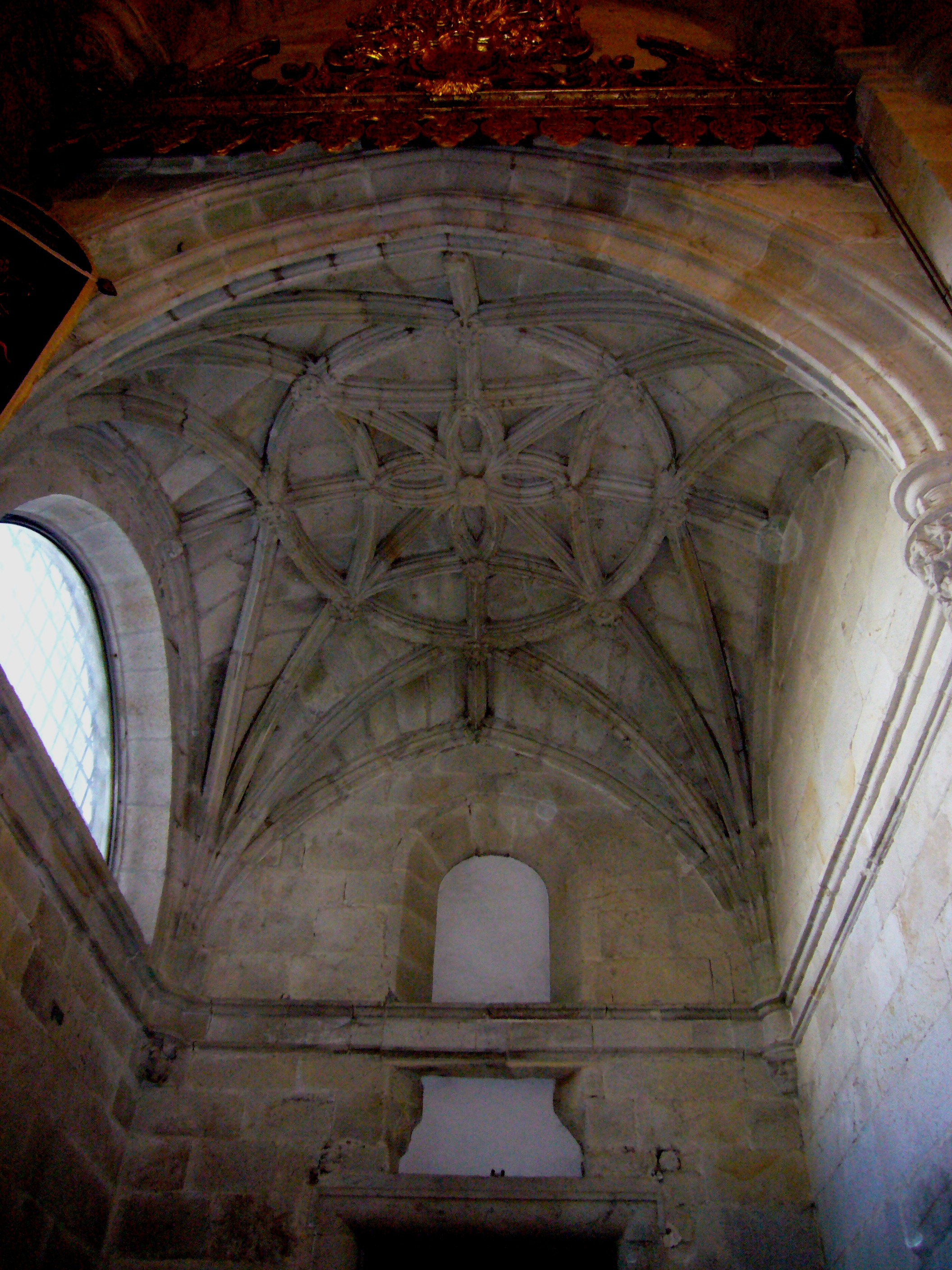
Capela do lado da Epístola.

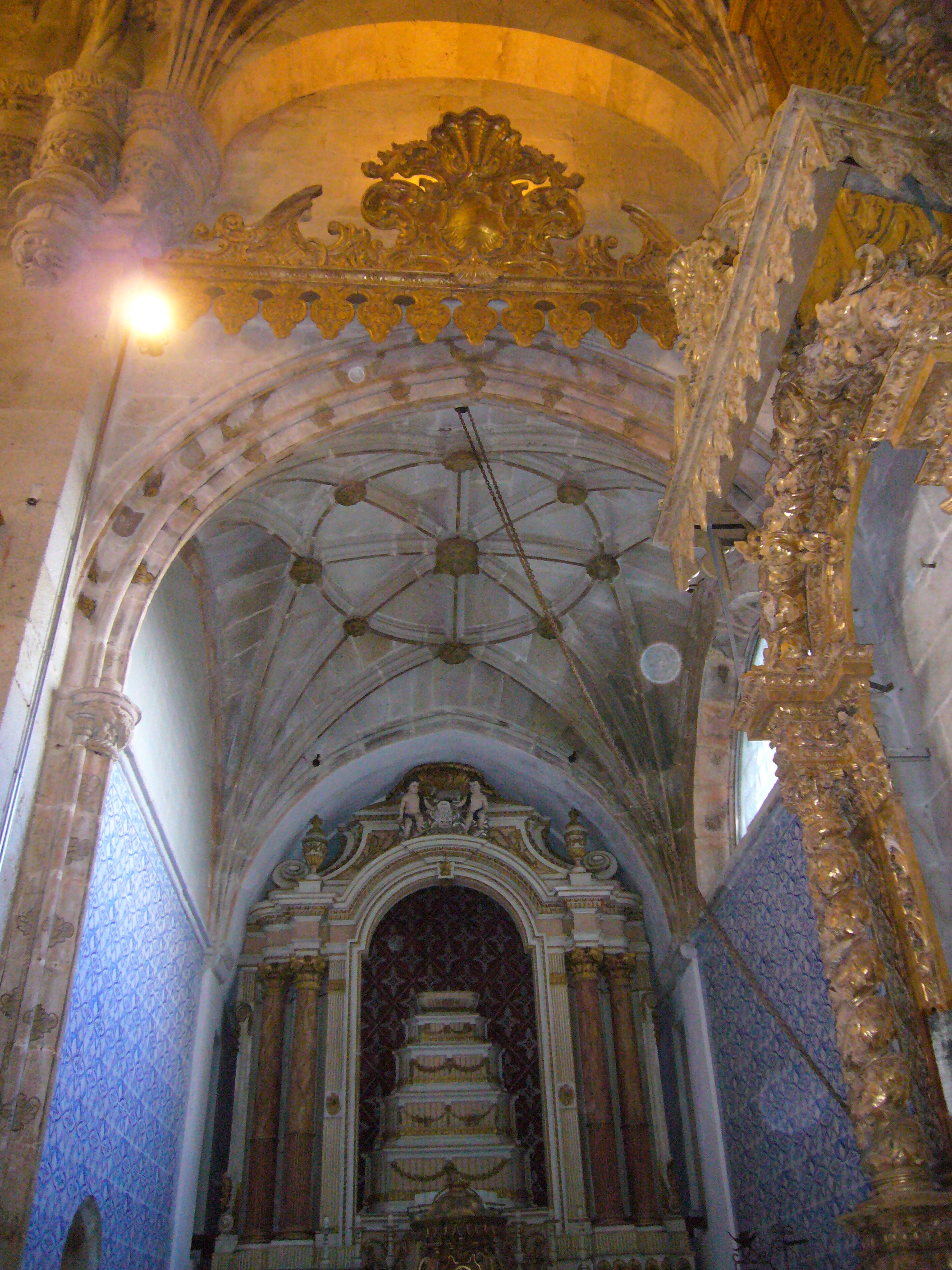
Capela do lado do Evangelho.

As capelas colaterais de estilo manuelino, já acima mencionadas, são também relevantes quanto às suas abóbadas, de estrutura quase quadrangular. As suas nervuras partem de mísulas ornamentadas com temas vegetalistas, antropomórficos e da fauna, ressaltando a imagem da águia de São João Evangelista. Cada abóbada parte de quatro mísulas nos quatro cantos das capelas, de onde partem feixes de cinco nervuras. No caso da capela do lado do Evangelho (lado esquerdo de quem assiste à cerimónia religiosa), os nervos formam um círculo com fechos com rosas esculpidas e, no centro, o brasão dos Pereiras (família do marido da promotora da capela). A capela do lado da Epístola (lado direito), ainda que parta do mesmo esquema básico, apresenta outra complexidade, com um "quadrado" com lado encurvados e côncavos, inscrito numa roda de granito e formando, no seu interior uma flor de quatro pétalas que, no fecho, liga o brasão da Ordem às armas dos Sousas. As nervuras inscritas no círculo são trabalhadas e apresentam rosas de granito nas chaves.
Ambas as capelas teriam sido servidas de duas janelas. Actualmente persistem as janelas semi-esféricas, embora também tivessem sido iluminadas, pelo fundo, por outra de estilo manuelino - e teriam, com certeza, vitrais que, entretanto se perderam. O alargamento do transepto, provavelmente no século XVIII, quando as capelas já não eram de uso privado, para receber o culto do Santíssimo Sacramento, eliminou essa janela. Anteriormente, era aí a capela em louvor de São Lourenço Justiniano. A mesma janela, do lado da Epístola, sobre a porta que comunica com a sacristia e o claustro, encontra-se actualmente entaipada e cortada por um friso. Desta capela foi desmantelado um retábulo que foi transferido para a Igreja de Almacave, em Lamego.
O coro, terminado durante as obras do século XVI, foi reformado em 1682, pela mão do ensamblador António João Padilha, do Porto, para construção de um cadeiral, espaldares, estante, grades e tribuna para o órgão.

### Corpo da igreja

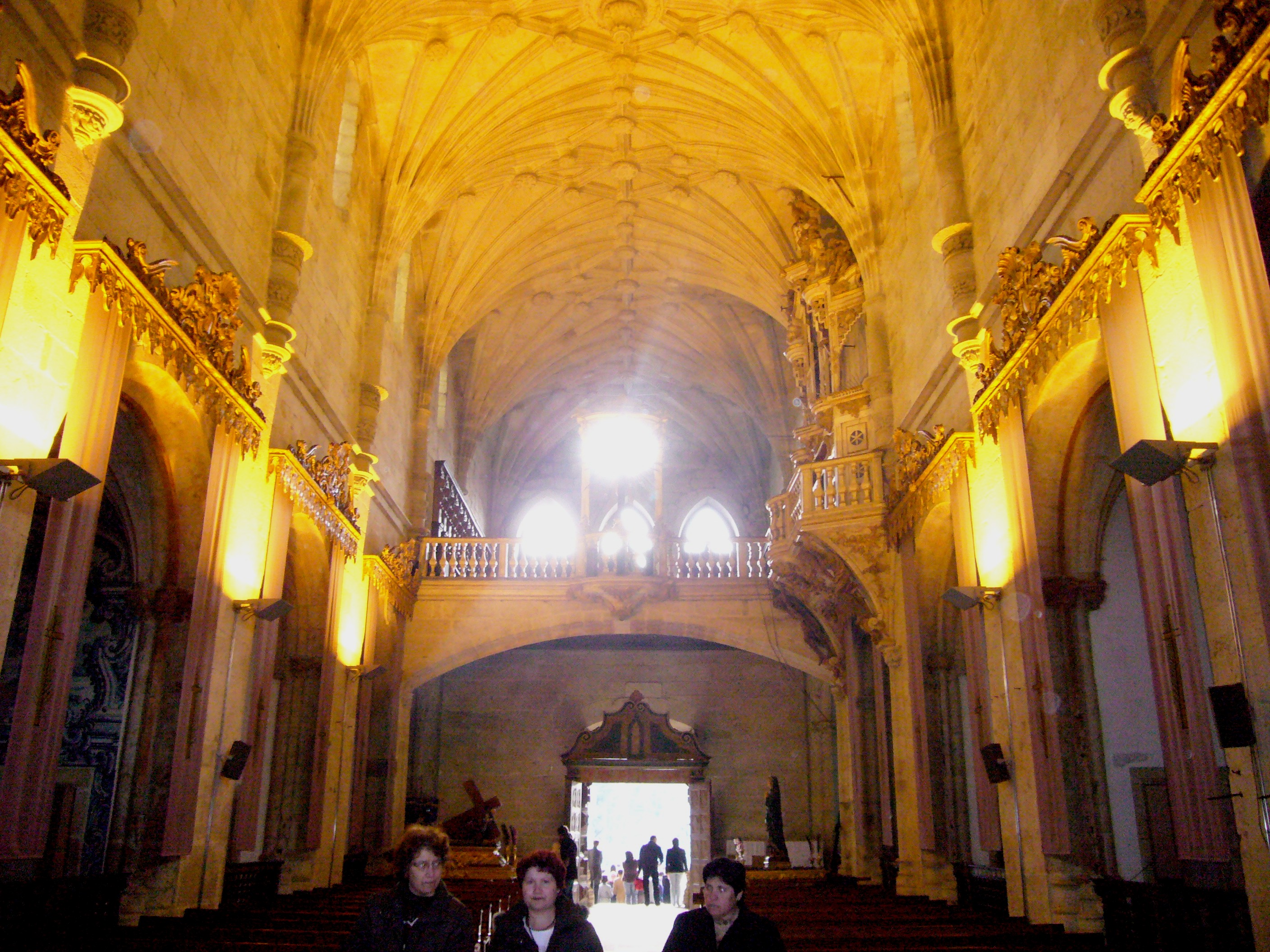
Vista das abóbadas do corpo da igreja, em direcção ao Coro.

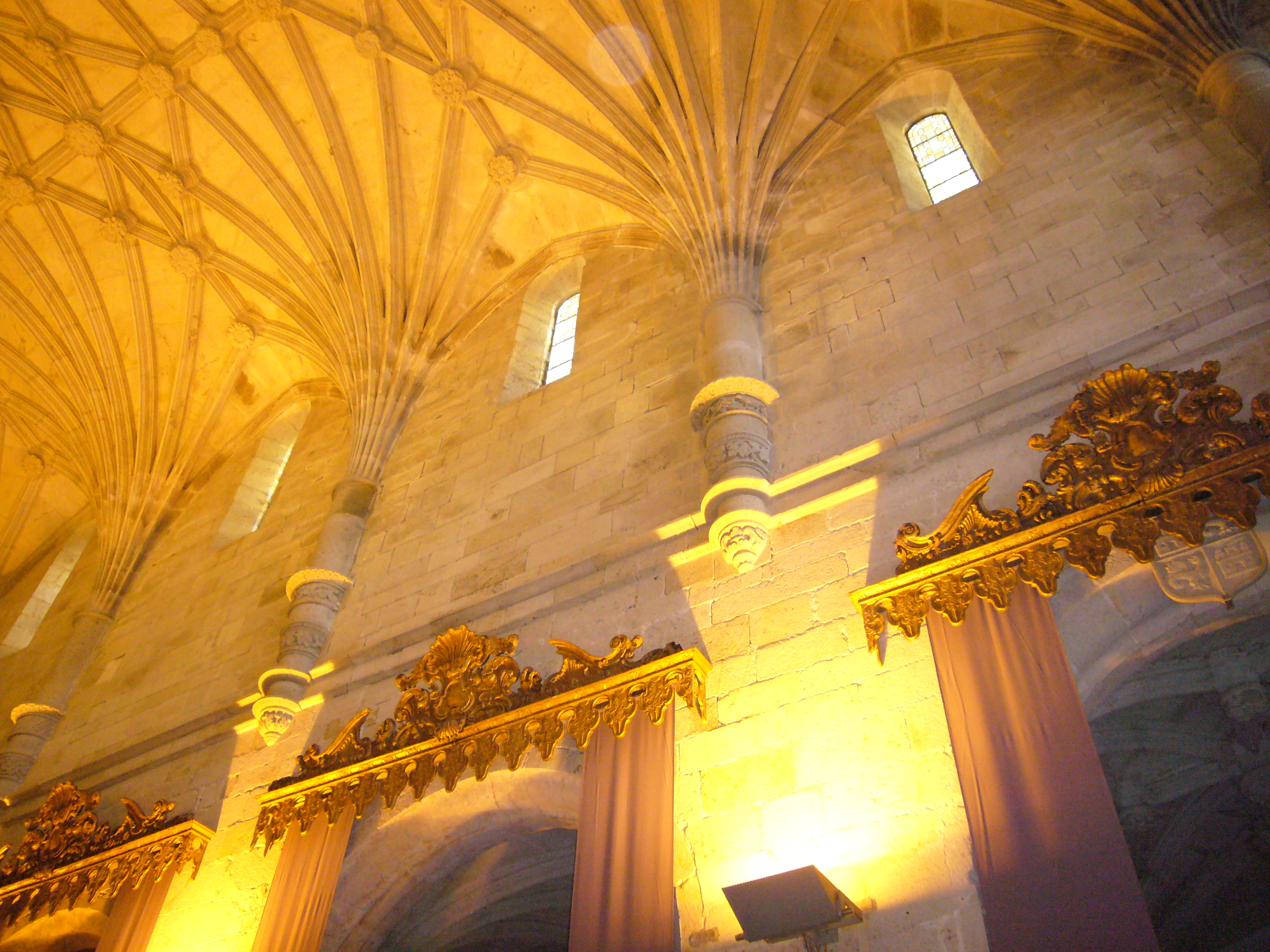
Pormenor do arranque das nervuras a partir das mísulas.

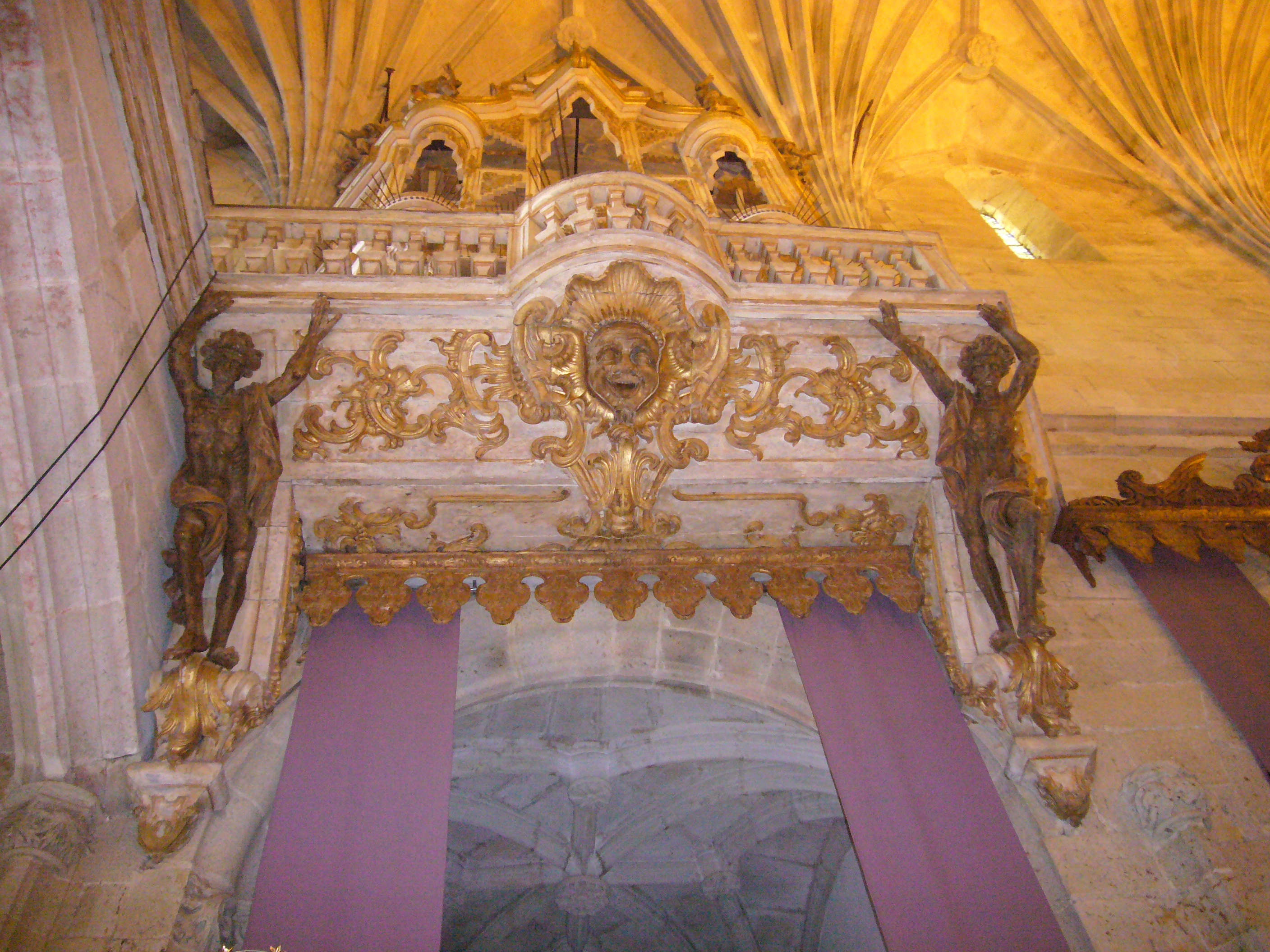
Órgão da igreja.

O resto do corpo da igreja terá sido construído ainda pelo mesmo João Lopes, o Velho, numa segunda fase das obras que os frades tiveram de custear maioritariamente, devido ao desentendimento com o Bispo D. Diogo de Sousa que, ainda assim, pagou os vitrais do Coro - informação essa que permite concluir que as obras quinhentistas terão terminado antes de 1532, ano da morte do prelado. Foram construídos, nesta fase, a portada da Igreja e o arco e abóbada para "fundamento do Choro". O corpo da Igreja, mantendo a planta que teria sido traçada originalmente, teria características das chamadas "igrejas-salão", com o seu formato rectangular, amplo e apenas ladeado pelas cinco fileiras de capelas laterais intercomunicantes através de portas rectangulares. Desse corpo quinhentista resta apenas um muro irregular a norte, com quatro das cinco frestas originais entaipadas. A falta de recursos monetários obrigou ainda os frades a cobrir a nave com um forro de madeira sustentada de modo frágil por paredes pouco espessas e sem contrafortes - o que obrigaria a obras nas décadas de 1620 e 1630 das quais resultariam as actuais imponentes abóbadas.
Sobre as capelas do lado do Evangelho foi construída uma biblioteca e supõe-se que do lado sul (da Epístola) correria um dormitório onde dormiriam os monges ordenados até à inauguração dos novos dormitórios "da varanda" em 1572, e onde passaram a dormir os noviços depois desta data. O corpo da nave estaria servido, além da porta principal, por uma ou duas portas de acesso às torres, uma porta de acesso ao claustro (porta das procissões) e frestas por cada capela lateral, simples, toscas e rebocadas, de acordo com o chamado Estilo Chão, apenas com a função de permitir a entrada de luz.
Actualmente, a nave única desta que faz lembrar o modelo das chamadas igreja-salão (Hallenkirche) está coberta por uma complexa abóbada nervurada, concluída apenas em meados do século XVII, provavelmente em 1638. As capelas laterais terão sido terminadas em 1658. Nestas obras manteve-se o espírito do século XVI, ao estabelecer um espaço amplo, adequado ao acolhimento de um grande auditório, mantendo muitas das características da capela-mor, ao transepto e ao portal manuelino, para além das próprias dimensões.
O material, granito porfiróide, mantém-se, bem como o esquema de quatro janelas recortadas, de cada lado, no registo superior dos muros da nave, ainda que sem elementos decorativos, tanto no interior como no exterior, assim como o friso contínuo, ainda que mais discreto, de onde arrancam dez mísulas com feixes prismáticos de onze nervuras que se cruzam de forma virtuosística na abóbada. A este plano tipicamente renascentista (fora de época) junta-se a decoração dos oito arcos de volta inteira das capelas laterais que se assemelham, no estilo, aos temas típicos do final da Idade Média, com bases mistilíneas invertidas, rosas, elementos vegetalistas, parras, cachos de uvas, crianças nuas em estranhas posições, macacos e o que se julga ser um coelho a tocar gaita de foles. As janelas das capelas foram entaipadas no século seguinte para instalar os retábulos barrocos. A abóbada das capelas é também formada por cruzamento de nervuras, com uma rosa bem definida no centro do plano definido por uma cruz de simetria rigorosa, com quatro chaves, esculpidas com elementos vegetais, a marcar as extremidades dessa cruz.
Entre o espólio da igreja contam-se os azulejos do século XVI, assinados e datados de 1742 forrando duas capelas do interior, e outros já do século XVIII, possivelmente de fabrico regional e bastante raros. O altar-mor é constituído actualmente por uma peça de talha imponente, em estilo nacional, datado de 1697. Destacam-se ainda duas telas de Pedro Alexandrino, na sacristia (construída no século XVIII), e várias esculturas.[carece de fontes?]

### A fachada principal

#### O portal principal

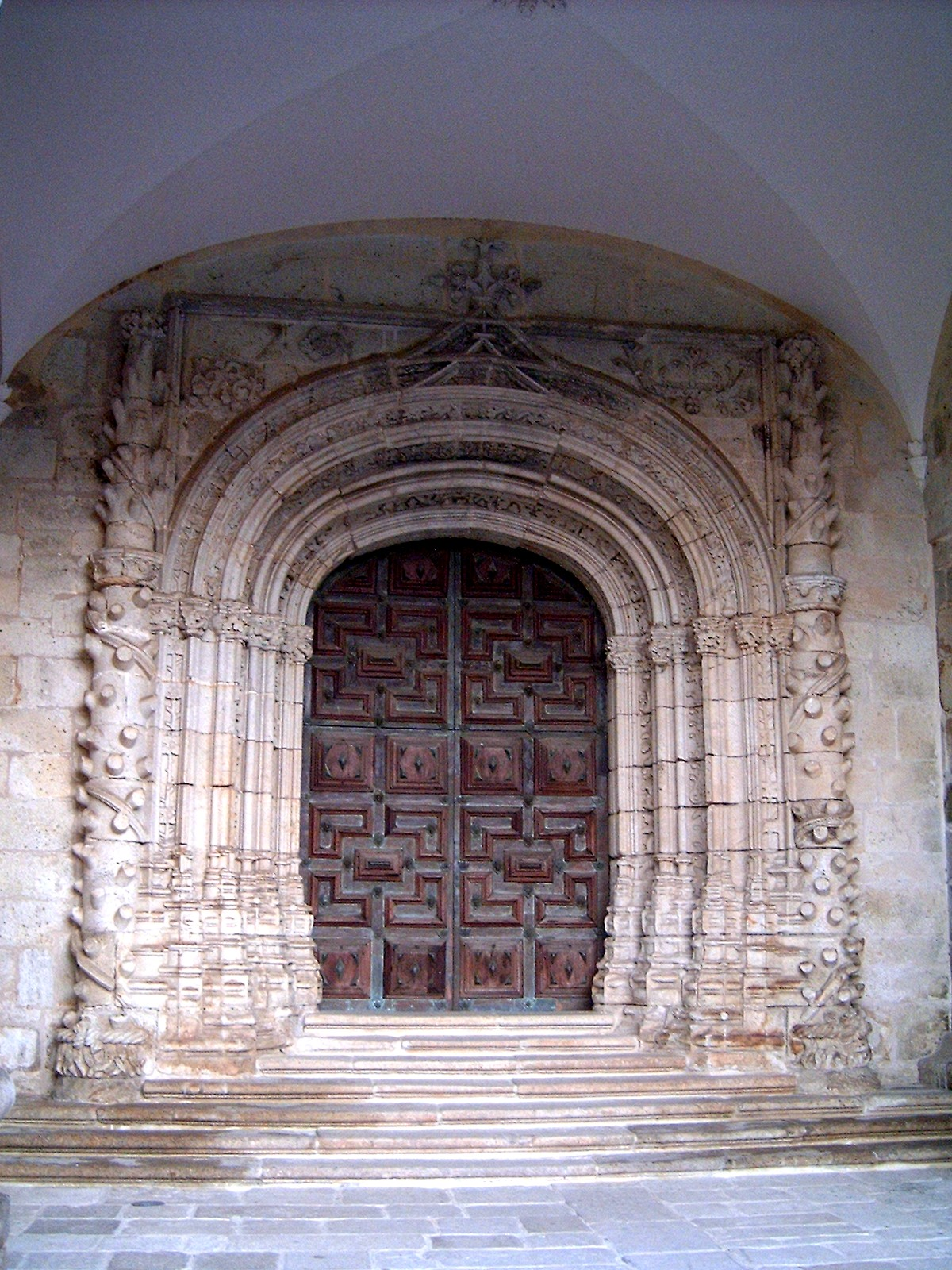
Portal principal.

No contexto das obras quinhentistas, o portal principal foi objecto de especial atenção. Em 1523 já estaria concluído, como se depreende dos cronistas do Convento que só a partir dessa data começam a referenciar devidamente as obras do Mosteiro, sem que haja grandes certezas a esse respeito. Caracteriza-se por cinco arcos abatidos, organizados em grupos de três pseudo-colunelos cada, com terminação conupial (semelhante à quilha de um barco), integrados em alfiz, ou seja, enquadrados rectangularmente por dois grandes colunelos que têm a forma de dois troncos podados. Alguns dos colunelos que formam os arcos são chanfrados. Assentam em bases mistilíneas. Está protegido por um alpendre saliente também de arco abatido.
A decoração do portal, de estilo manuelino, mistura os habituais motivos naturalistas com elementos típicos da decoração renascentista, como os chamados "grutescos" (grotescos, na linguagem actual) (cabeças de anjos nos capitéis dos dois troncos laterais - alguns raros apontamentos "animais"). O espaço entre os arcos apresenta apontamentos de simetria em elementos vegetais esquemáticos cuja exigência técnica a nível do tratamento escultórico parece indicar algum mestre de obras de alguma forma ligada a João de Castilho. No vértice do portal, saindo dos limites da moldura rectangular do portal, forma-se uma flor em forma de cruz, provavelmente simbolizando a Santíssima Trindade.

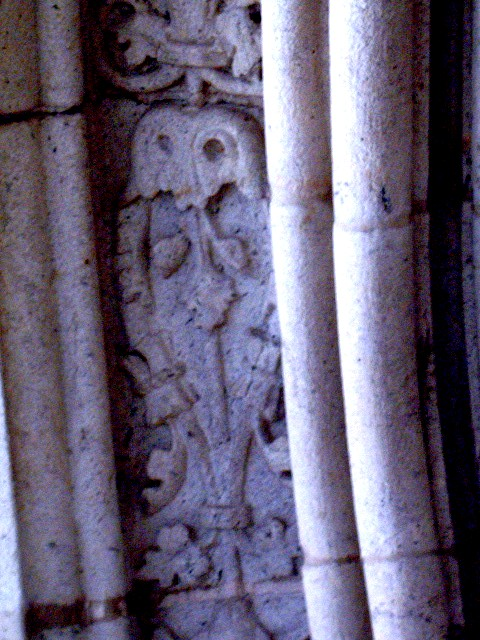
Pormenor vegetal esquemático-simétrico do portal.
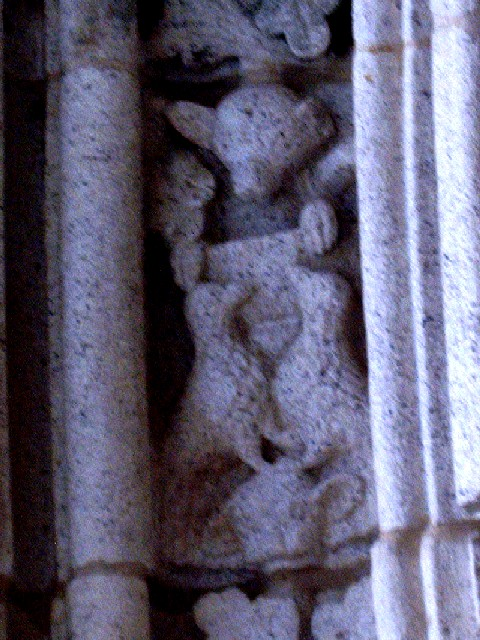
Pormenor "grutesco" do portal: aves e cabeças de animais.
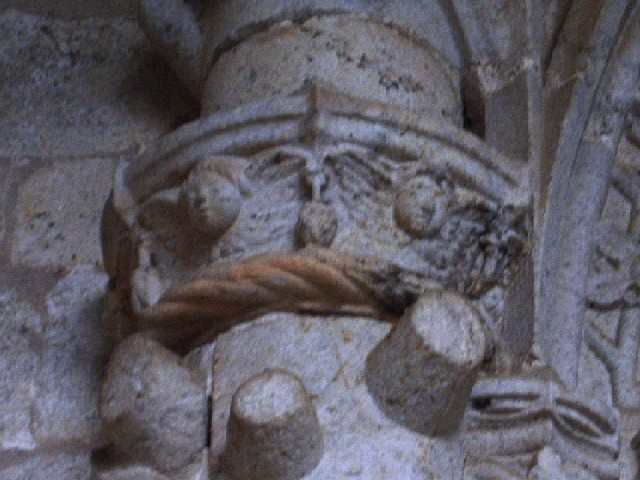
Cabeças de anjos no "capitel" dos troncos laterais do portal
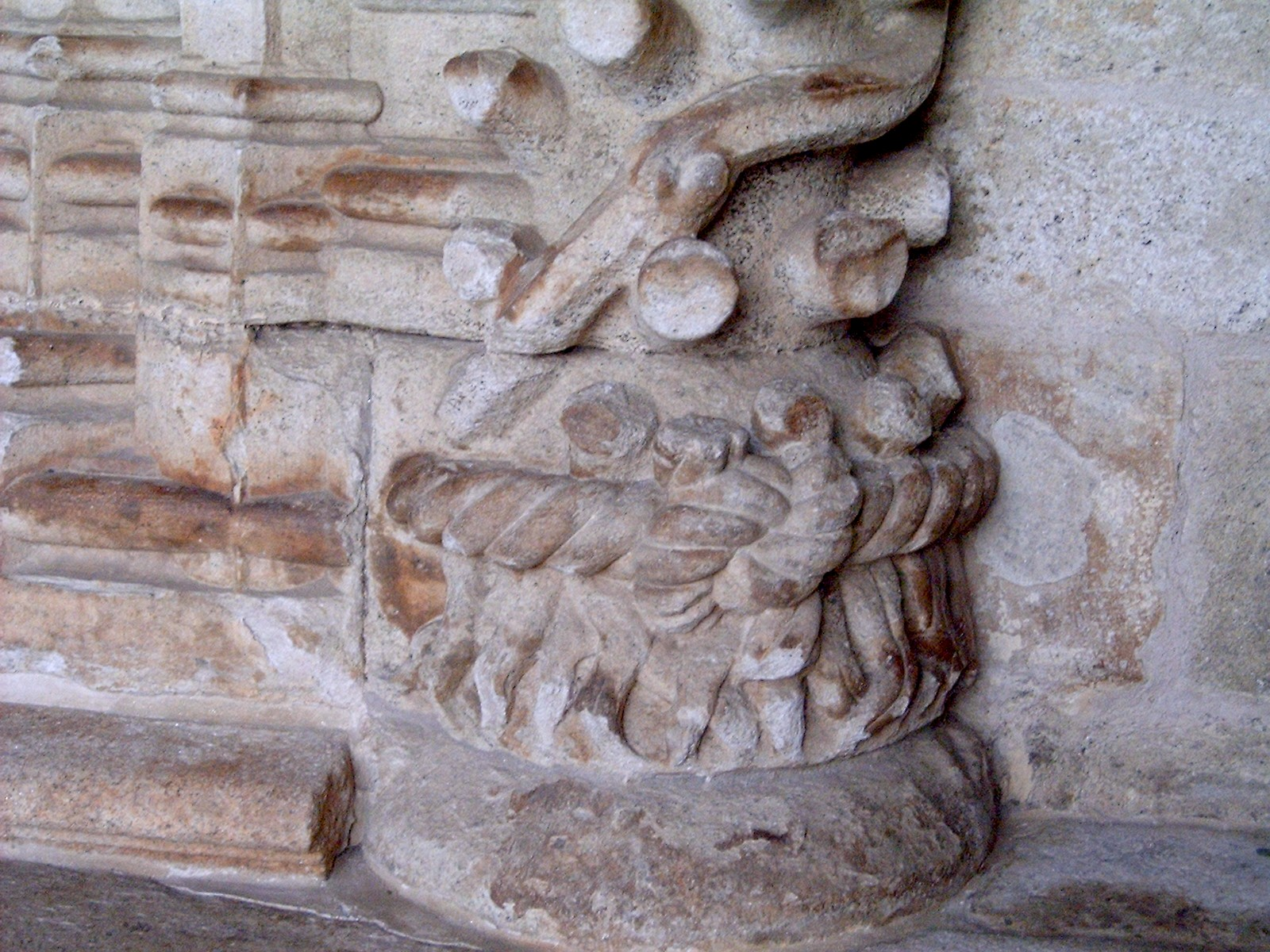
Base dos troncos laterais.

#### Torre sul
No século XVIII, a fachada principal foi remodelada, integrando-se o portal do século XI na torre sul. A traça da fachada da igreja, encomendada em 1796 - 1797, começou a ser executada em 1804 - 1805. Esta torre, que teve um relógio de sol até 1629, mais pequena que a torre norte, ou "nova", foi construída segundo uma perspectiva "revivalista" que deveria ter características góticas, evidentes na rosácea e nas janelas de arco apontado, no centro do frontispício. Os vestígios do pórtico do século XI ou XII foram, então, reutilizados em conjunto com duas arquivoltas novas, mas feitas ao estilo românico e que facilmente confundem historiadores e estudiosos). Esta torre mantém-se inacabada até aos dias de hoje.

## Área conventual

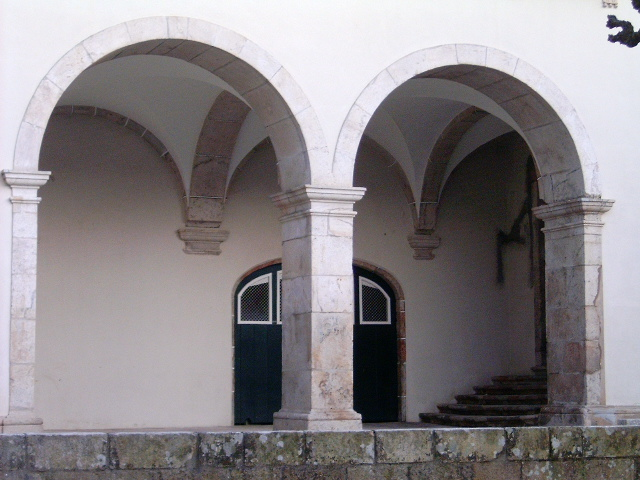
Pormenor das arcadas do claustro.

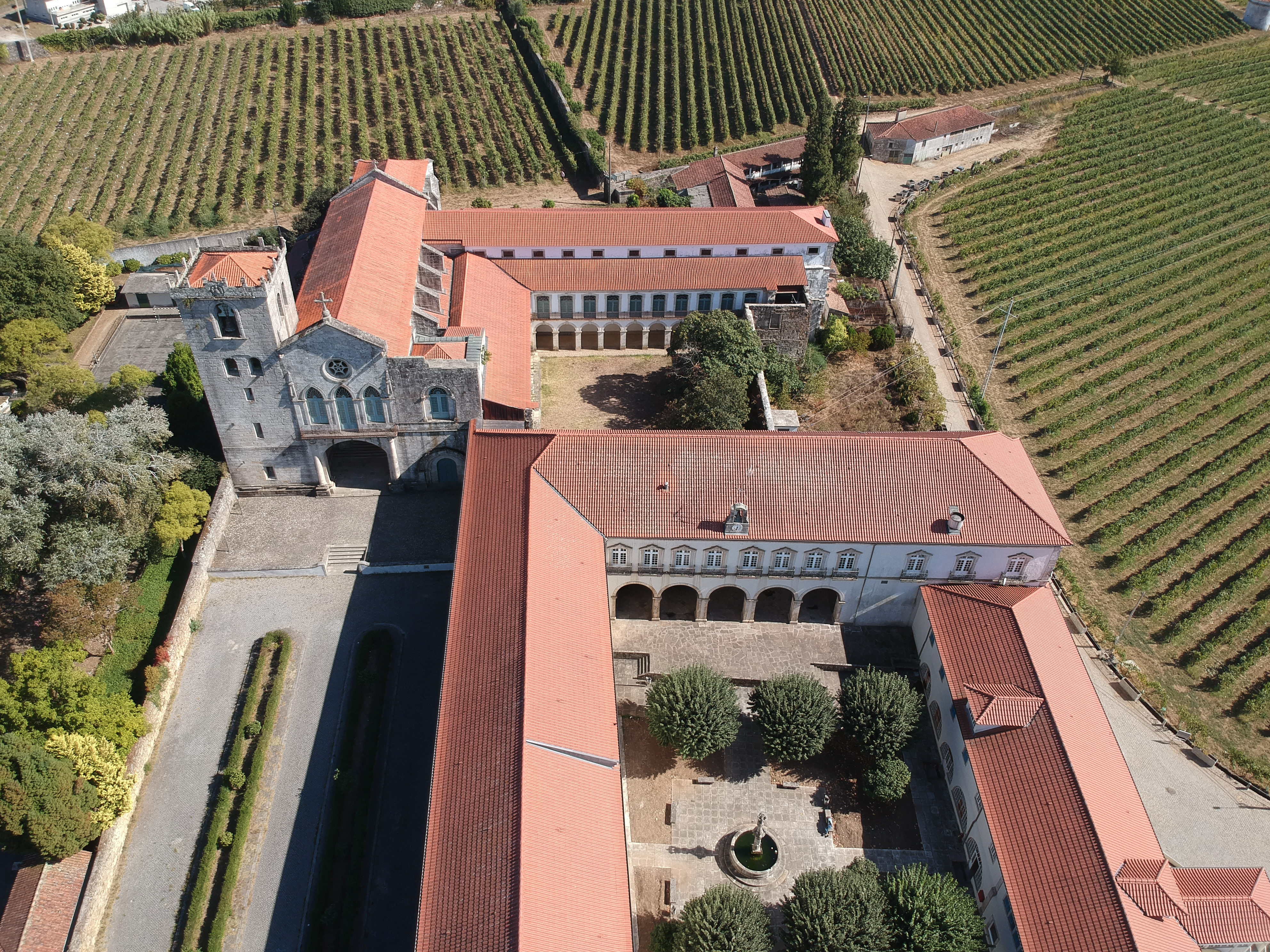
Vista aérea do conjunto monástico.

Ao mesmo tempo que se iniciavam as obras do início do século XVI na Igreja, todo o edifício a nascente do claustro, a partir do braço esquerdo do transepto foi reconstruído. Sabe-se que as mesmas terão sido executadas antes de 1520 já que existe um documento a respeito de um carpinteiro, de nome Bartolomeu Dias que, contratado neste ano para as obras no Mosteiro da Avé-Maria no Porto, as deveria executar conforme fizera no Convento de Vilar de Frades. As obras mantiveram-se durante todo este século. Manuel de Elvas terá mandado construir o dormitório ocidental a 1523, sobre o vão da adega, ainda hoje existente. Estas obras terão terminado em 1525. Em 1543, sob as ordens de Cristóvão da Purificação, ergueu-se o dormitório de "Vale de Cavalinhos", composto em pedra de cantaria e de celas espaçosas. Ainda nessa década, Gabriel da Conceição fez a encomenda das obras do dormitório grande, junto à horta, das instalações do Colégio de Filosofia e Teologia, de um refeitório novo e de uma cozinha. Em 1572, Gaspar de Cristo Baião mandou construir o "dormitório da varanda", sendo ainda responsável pela construção de duas azenhas após a compra de "levada de água" junto à cerca conventual. Foi ainda construída por ordem de Álvaro de Santa Maria, de 1581 a 1583, uma lavandaria ou casa de limpeza de planta quase quadrangular que aproveitava a água das azenhas nos dias vagos, seguindo-se sob o mesmo reitor, a construção das casas da procuração, do azeite e os celeiros. Ao longo do século XVI construíram-se ainda várias capelas no interior da cerca conventual que foram arrasadas  ao longo do tempo, tendo as últimas sido demolidas pelo seu primeiro proprietário leigo. As capelinhas, datadas de 1537, 1583 e 1590 incluiriam as 14 capelas do calvário e duas célebres capelas do "presépio" e do "passarinho". Foram construídas pelos próprios frades que nelas empenhavam as suas capacidades artesanais utilizando elementos decorativos diversificados, como conchas e pedrinhas.
Entre 1698 e 1705, continuarão as obras no convento, especialmente nos dormitórios. Em Maio de 1700, é contratado Manuel Fernandes da Silva para que redimensione o espaço ocidental do convento, o adro da igreja e o terreiro dos cabedais. Incluído estava o pórtico da frontaria conventual. António  Correia, mestre pedreiro de Braga, terá sido o executor da obra.
O convento, entretanto, foi  nacionalizado em 1834 e vendido em hasta pública. A 19 de Agosto de 1898, um violento incêndio reduziu grande parte do convento a cinzas, restando pouco mais que as paredes das quatro alas, perante a indiferença de muitos populares que tiveram de ser coagidos a apagar o incêndio. O proprietário do edifício, Joaquim Domingos Ferreira Cardoso, procedeu, então, à reconstrução do edifício tal como era, exceptuando a parte sul, que ficou limitada ao andar térreo.

### Claustro

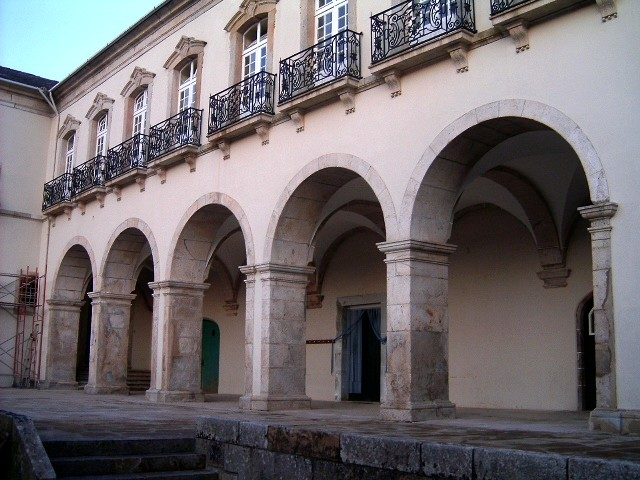
Pormenor do Claustro.

Um claustro do século XIV deu lugar, em 1555, a uma obra moderna, com colunas em mármore. Este claustro, entre os dormitórios e a Igreja foi adornado em 1597 com um chafariz renascentista de mármore, mandado construir em Lisboa no ano anterior, e de que não se conhece actualmente o paradeiro, composto por duas taças, cada uma com quatro bicas em carrancas sobre um tanque quadrangular apoiado em quatro pedestais  em forma de diamantes almofadados. O chafariz foi colocado no lugar de uma palmeira, árvore que seria frequente nos claustros de outros recintos conventuais da Congregação. A água do chafariz, correndo de alcatruzes de pedra, era depois conduzida até à cozinha onde era usada em limpezas depois de recolhida em dois tanques e, finalmente, era utilizada na rega de hortaliças.
No final do século XVIII, contudo, determinou-se um novo plano para a área conventual que se estendia dos claustros à sacristia e frontaria da igreja.
O lajeamento de ladrilhos de cerâmica que fora colocado em 1632 pelo padre Reitor Gaspar dos Anjos foi, entretanto removido e utilizado como material de construção noutros locais.

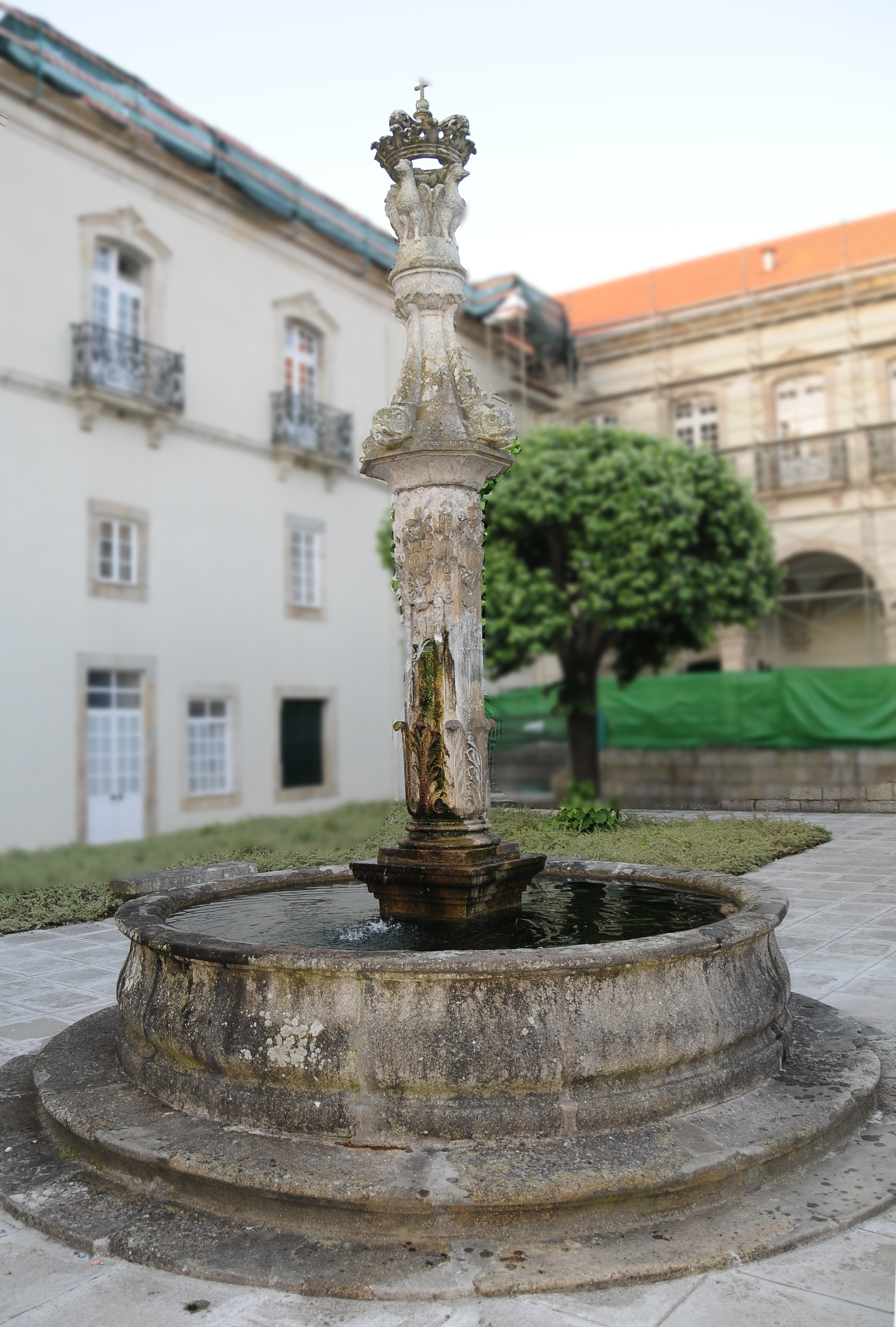
Chafariz.

Conta Francisco de Santa Maria que situava-se aqui o túmulo de um "Santo Abbade" a que acorriam pessoas em busca de curas milagrosas. Prova da sacralidade deste túmulo seria o prodígio de que, sempre que um animal profanava o túmulo, ao passar-lhe por cima, acontecia ficar imediatamente com uma perna aleijada.
Outro chafariz, antes localizado no pátio do convento, e classificado como Monumento Nacional, foi transferido para Barcelos em 1967, onde está, defronte da Igreja do Bom Jesus da Cruz, no Largo da Porta Nova. O actual chafariz que se encontra no pátio conventual (o antigo "terreiro dos cabedais") é composto por um tanque circular, com uma coluna ornada com elementos vegetalistas e rematada por uma coroa real sustentada por quatro águias, sob as quais correm quatro bicas. Debate-se a datação deste chafariz, existindo autores que o referem como pertencendo a inícios do século XVII, enquanto que outros o identificam como o chafariz mandado erguer pelo padre reitor Joaquim Lopes da Costa entre 1790 e 1792 (finais do século XVIII, portanto).

### Capela de Nossa Senhora do Socorro
Feita em decorrência da tempestade do dia de São Sebastião de 1616 e consequente especial veneração de Nossa Senhora do Socorro pelos frades, a capela serviu para receber uma imagem da virgem, propriedade do cónego Baltazar da Anunciação. Uma inscrição na padieira da porta lateral, "S. M.ª Svcorre Miseris" testemunha a preocupação dos frades frente aos caprichos letais da Natureza. A capela tornou-se, entretanto, local de romaria anual.
O adro da capela apresenta um pelourinho seiscentista e uma escadaria algo desalinhada e de aspecto arcaico que dá acesso à capela, composta por três corpos realizados ao "gosto moderno", como é descrito no Arquivo Histórico do Ministério das Finanças, com uma capela-mor de 5 por 5,15 metros junta a um corpo maior, de 10,3 por 6,15 metros, mais alto, que tem anexa, sob a mesma água do telhado, uma sacristia de 8,55 por 3,15 metros. O interior, uno, está pavimentado de granito, estando o pavimento soerguido no local do altar. A capela-mor distingue-se da nave por um arco de volta perfeita, com capitéis de ordem toscana. O tecto era constituído por uma abóbada de madeira pintada de azul. O frontão apresenta um óculo que foi, posteriormente, praticamente tapado por um alpendre no início do século XX. O exterior era coroado por três pares de pináculos, um dos quais (o da frontaria) foi, depois, transplantado para o cimo do escadório, à entrada do pátio.
A capela incluía ainda um púlpito e um retábulo em talha dourada. O retábulo original, que era provavelmente de estilo maneirista, foi posteriormente substituído por um de estilo barroco. Em 1834, um inventário menciona finalmente um retábulo neoclássico de mármore de várias cores, frisos e relevos dourados. Segundo os documentos da Torre do Tombo, a capela incluía duas esculturas de Nossa Senhora do Socorro, uma pequena de um palmo de altura, e outra maior de cinco palmos, ambas com uma coroa de folha-de-flandres e a maior com o menino Jesus ao colo. Pintados, apareciam do lado do Evangelho um Santo António e do lado da Epístola um Santiago.